# Thörl
Thörl osztrák mezőváros Stájerország Bruck-mürzzuschlagi járásában. 2017 januárjában 2311 lakosa volt.

## Elhelyezkedése

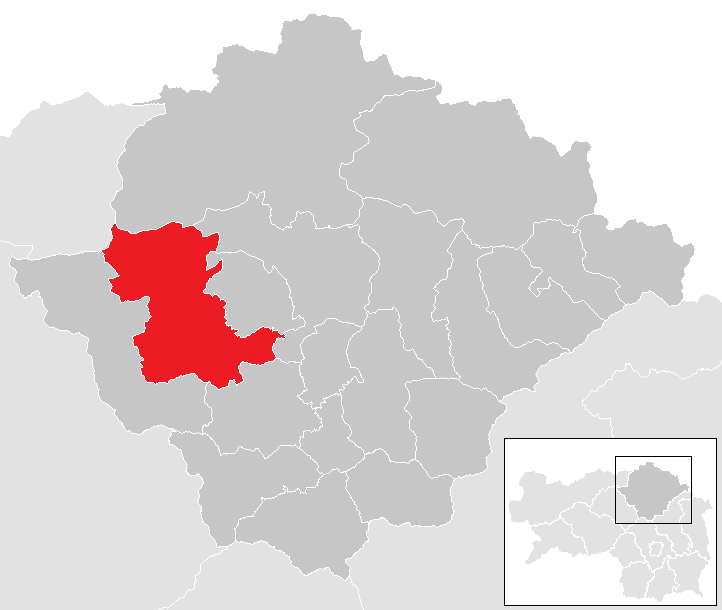
Thörl a Bruck-mürzzuschlagi járásban

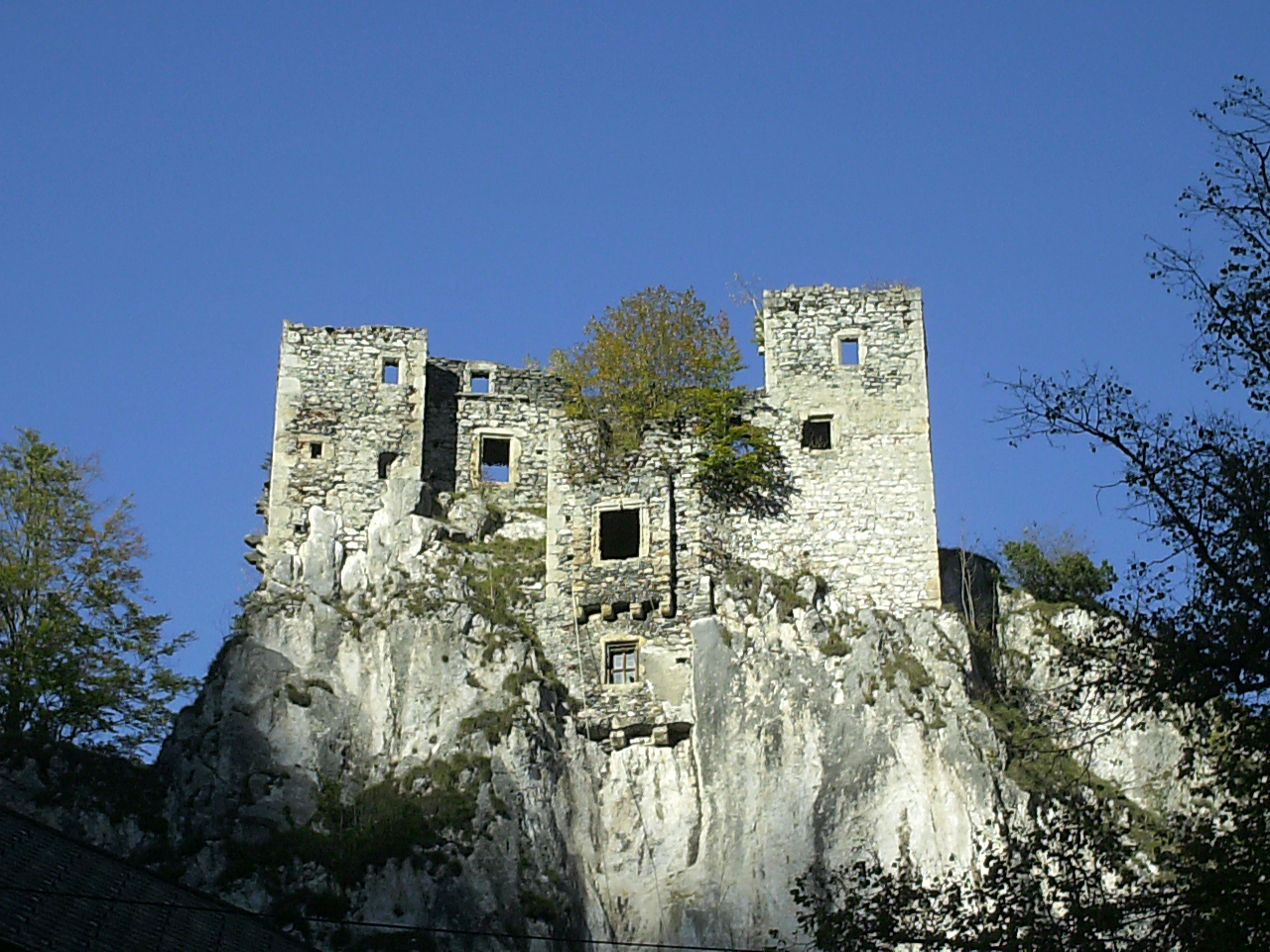
Schachenstein várának romjai

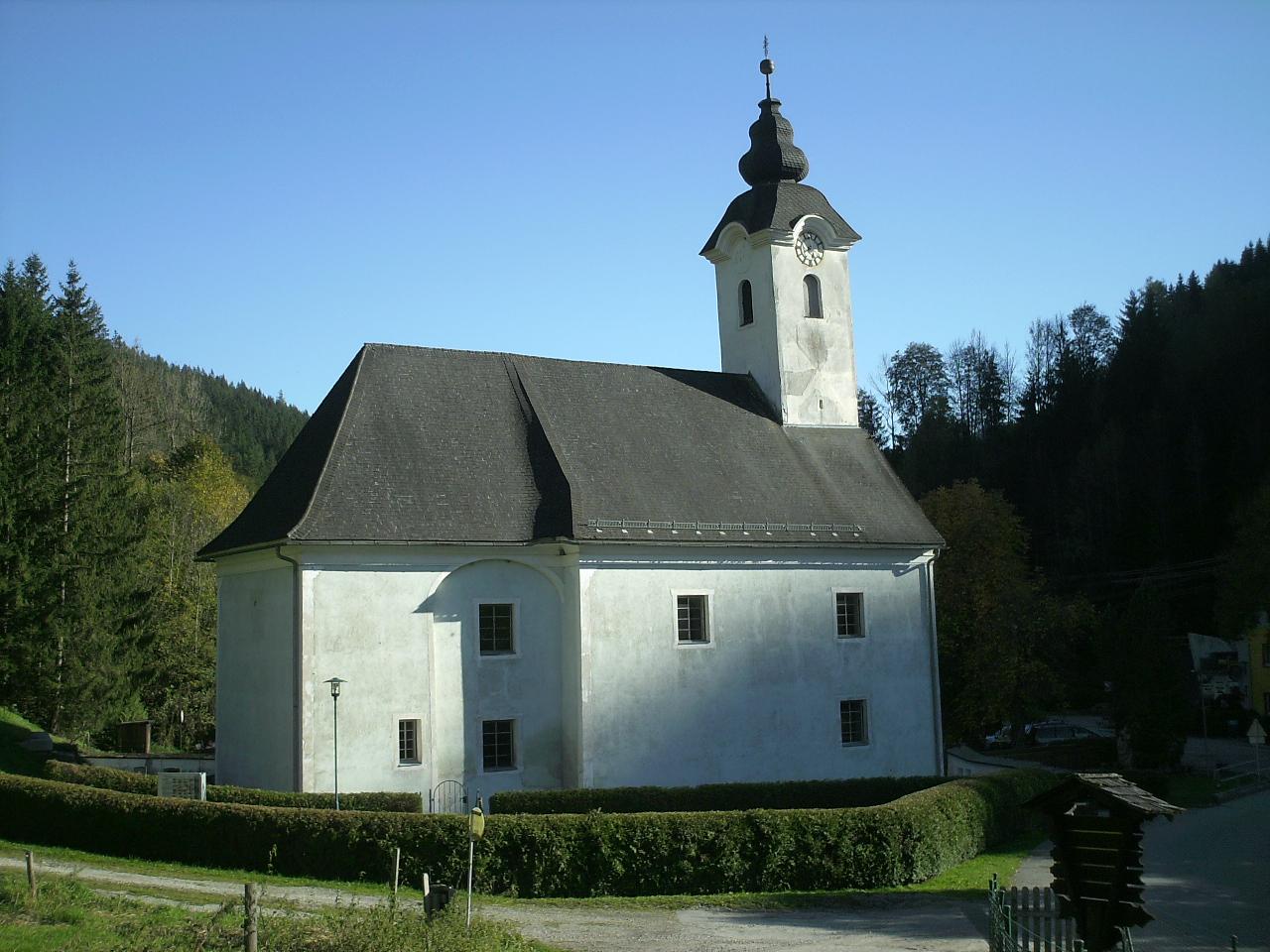
A Szt. Egyed-templom

Thörl Felső-Stájerország keleti részén fekszik, a Hochschwab-hegység délkeleti lábainál, a Thörlbach folyó mentén. Az önkormányzat 8 települést egyesít: Etmißl (413 lakos), Fölz (666), Hinterberg (44),
Lonschitz (61), Oisching (4), Palbersdorf (633), Sankt Ilgen (269), Thörl (252). A polgármesteri hivatal Palbersdorfban található.
A környező önkormányzatok: északkeletre Mariazell, keletre Turnau és Aflenz, délre Kapfenberg, délnyugatra Tragöß-Sankt Katharein, északnyugatra Wildalpen.

## Története
Thörl területe már a neolitikus időkben is lakott volt. A (később romanizált) kelta lakosságot 600 körül szlávok váltották fel, emléküket több helynév őrzi. A 8. században kezdődött a bajorok betelepülése.
1103-ban III. Henrik karintiai herceg a Skt. Lambrecht-i apátságnak adományozta a régióbeli földbirtokait. Palbersdorf 1342-ben jelenik meg először az írott forrásokban, Thörl három évvel később. Utóbbi térségében a völgy túl szűknek bizonyult, így a palbersdorfi lakosság nagyobb ütemben gyarapodott. A 14. századtól megkezdődött a thörli vasércbányák kiaknázása.
1849-ben a községi önkormányzatok megalakulásával Thörl Aflenzhez került. 1915-ben elvált tőle, de az első világháború miatt ténylegesen csak 1919-ben került sor az új község megalakítására. 1893-ban megnyílt a Thörlerbahn vasútvonal Kapfenberg és Turnau között. A thörli vasipar sokat profitált az új gazdasági lehetőségekből.
A második világháború után szovjet csapatok szállták meg a települést, majd 1945 nyarán britek váltották fel őket. 1955-ben a szomszédos Fölz községet Thörlhöz kapcsolták; utóbbi ekkor kapta a címerét. A vasútvonalon 1959-ben megszűnt az utasszállítás; az 1990-es években a vasipar becsődülése után minden vasúti forgalmat leállították, a síneket 2003-2004-ben felszedték.
Thörl 1994-ben mezővárosi státuszt kapott. A 2015-ös stájerországi közigazgatási reform során Etmißl és St. Ilgen községeket csatolták a mezővároshoz.

## Lakosság
A thörli önkormányzat területén 2017 januárjában 2311 fő élt. A lakosságszám 1961-ben érte el csúcspontját 3467 fővel, azóta csökkenő tendenciát mutat. 2015-ben a helybeliek 96,7%-a volt osztrák állampolgár; a külföldiek közül 0,8% a régi (2004 előtti), 1,2% az új EU-tagállamokból érkezett. 2001-ben a lakosok 79,3%-a római katolikusnak, 2,8% evangélikusnak, 2,5 ortodoxnak, 14,6% pedig felekezet nélkülinek vallotta magát. Ugyanekkor 3 magyar élt a mezővárosban.

## Látnivalók
- Sachenstein várát 1464-ben építtette János skt. lambrechti apát nyári rezidenciának. 1630-ban és 1740-ben kibővítették. A 18. század végén lakatlanná vált és romba dőlt.
- a thörli kastély egy magánalapítvány tulajdona
- St. Ilgen Szt Egyed-temploma
- Etmißl Szt. Anna-temploma

## Testvértelepülések
- Ljubečna (Szlovénia)

## Fordítás
- Ez a szócikk részben vagy egészben  a   Thörl című német Wikipédia-szócikk ezen változatának fordításán alapul.  Az eredeti cikk szerkesztőit annak laptörténete sorolja fel. Ez a jelzés csupán a megfogalmazás eredetét és a szerzői jogokat jelzi, nem szolgál a cikkben szereplő információk forrásmegjelöléseként.